# 天問二號
天问二号，早期称为鄭和號，是一项正在进行中的小行星采样返回和主带彗星绕飞探測任务，是中国国家航天局主导的中国行星探测工程的第二次任务。天问二号将首先尝试从近地小行星2016 HO3（又名振荡天星）采集样本带回地球，之后前往主带彗星P/2013 P5（又名311P）开展伴飞探测。天问二号于2025年5月29日发射，整个任务将持续约10年。

## 概述
天问二号於2025年5月29日搭乘长征三号乙运载火箭發射升空，將使用太陽能電气推進探索共軌近地小行星2016 HO3和主帶彗星P/2013 P5。該探測器將與2016 HO3进行交會并在环绕軌道上進行遙感觀測，然後着陆在该小行星表面上以採集100克或以上的表岩屑樣本。同时將部署納米軌道器和納米著陸器進行遙感和採樣觀測，並使用爆炸物使地下揮發物暴露并進行探測。
小行星探测已有30多年历史，探测手段从近距离飞越、绕飞、附着就位探测发展到采样返回。与美國OSIRIS-REx和日本隼鳥2號的“一觸即走”（touch-and-go）的採样方式不同的是，該探测器计划使用錨定和触碰方式來嘗試從该小行星上採樣，將成为世界上首个在小行星上使用錨定採样方式（anchor-and-attach）的探測器。
天问二号隨後將返回地球，与裝有樣品的返回艙分离，並透过地球進行重力助推以將探測器飞向P/2013 P5。在前往P/2013 P5的途中，探测器将可能嘗試飛越一顆未命名的小行星。最后將在P/2013 P5上進行至少一年的遙感探测及原位測量。
這次任務的原名來自15世紀明朝探險家鄭和。

## 任务准备

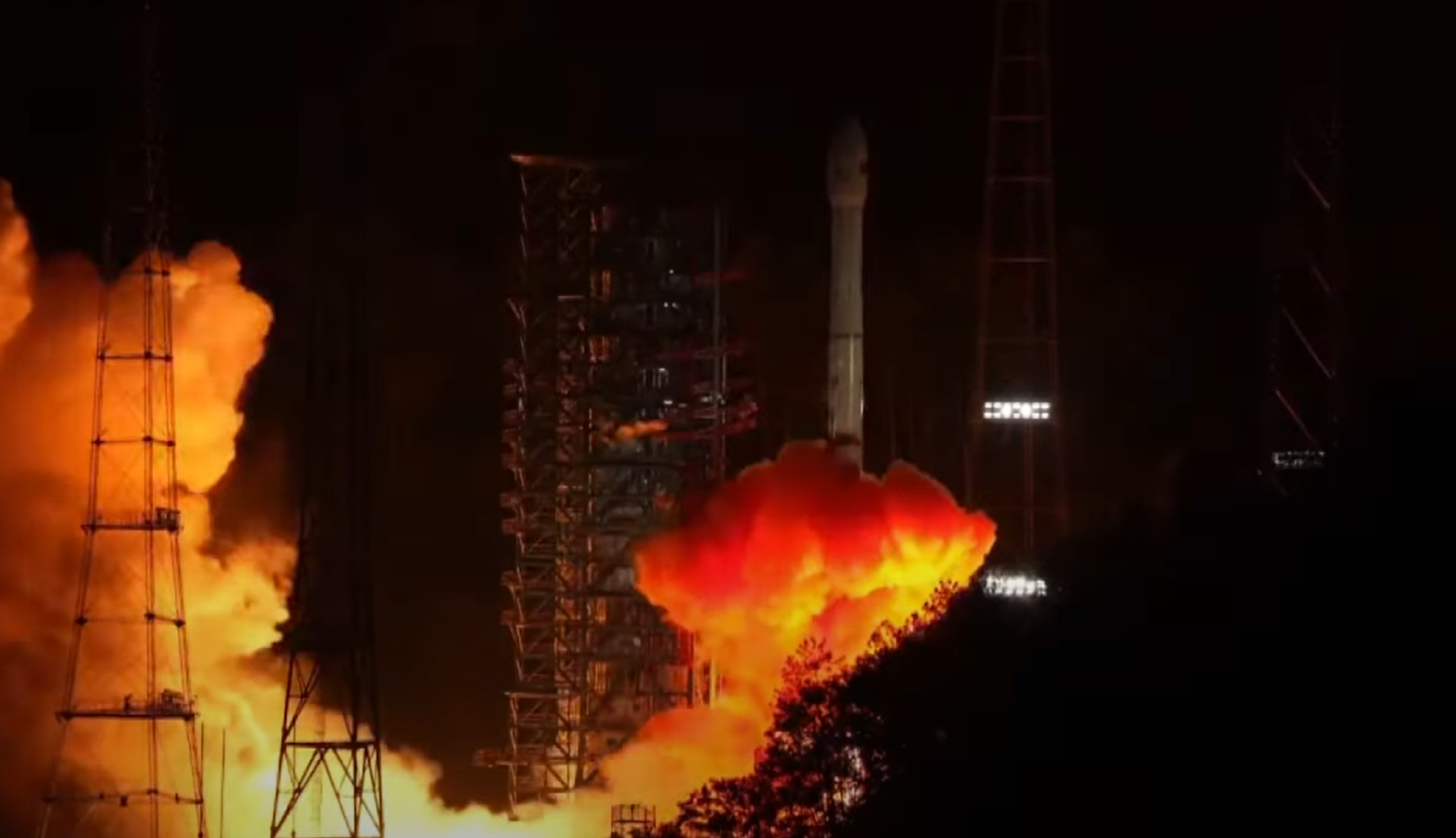
搭载天问二号探测器的长征三号乙遥110运载火箭点火瞬间

2018年，中國科學院研究人員提出了一份涵蓋2020至2030年時間框架的深空探測路線圖，其中包括計劃於2022年或2024年左右發射的小行星探測任務。2019年春季，在中國空間技術研究院進行任務設計研究後，中国国家航天局開始在國際上征取对探測器所搭載科學儀器的建議，其时对探测器的称呼为“郑和”。
2021年5月15日，在天问一号着陆巡视器成功着陆火星后的现场采访中，中国首次火星探测任务总设计师张荣桥透露了中国小行星采样任务的名称为“天问二号”。
2022年，张荣桥在采访中表示小行星采样探测器已进入初样研制阶段，预期在2025年发射，并再次确认任务名为“天问二号”。
2023年2月，探月与航天工程中心宣布天问二号任务已正式获得国家批准立项，并召开天问二号任务科学探测和数据处理技术第一次学术研讨会。
2024年10月15日，国新办举行新闻发布会，介绍中国空间科学中长期发展规划有关情况，天问二号将对小行星进行采样返回，首先对小行星进行环绕综合探测，然后采样返回，对小行星的演化和太阳系的早期历史进行研究。
2024年12月27日，中国科学院上海天文台在上海松江、西藏日喀则、吉林长白山三地同步举行日喀则和长白山40米射电望远镜落成启用仪式，中国甚长基线干涉测量（VLBI）网增加两名新成员，首次任务将是执行2025年“天问二号”小行星探测任务。
2025年2月20日，国家航天局宣布天问二号任务探测器已运抵西昌卫星发射中心并开始发射前的测试准备工作。5月18日，天問二號探测器转入西昌卫星发射中心发射区。

## 科学目标
天问二号任务包含两个主要探测目标，分别为近地小行星2016 HO3和主帶彗星P/2013 P5（311P）。对这两者的科学目标分别为：

### 2016 HO3
- 测定2016 HO3轨道参数、自转参数、形状大小和热辐射等物理参数，研究地球准卫星的来源和轨道动力学演化。
- 探测2016 HO3形貌、表面物质组分、内部结构，获取小行星样品的背景信息。
- 对2016 HO3返回样品，开展实验室分析研究，测定小行星样品的物理性质、化学与矿物成分、同位素组成和结构构造，为小行星的起源与演化、早期太阳系的形成与演化过程提供科学依据；
- 测定和研究小行星样品的年龄，研究小行星的吸积形成、撞击分裂和行星际空间的运行历史；
- 与陨石进行比较研究，建立返回样品与陨石、地面观测与遥感就位分析数据之间的联系，拓展、丰富小行星和太阳系起源与演化的研究。

### P/2013 P5（311P）
- 测定主带彗星311P的轨道参数、自转参数、形状大小和热辐射等物理参数，研究主带彗星的轨道及其动力学演化。
- 探测主带彗星311P形貌、表面物质组分、内部结构、临近空间环境，以及可能的水和有机物等信息，获取太阳系早期演化信息，研究主带彗星的形成和演化、气体活动机制，为太阳系起源与演化提供重要线索。

## 探测器结构
天问二号探测器质量约2.1吨，翼展15米，由主探测器与返回舱两大部分组成，采用圆形柔性太阳翼以增大接收阳光的面积，有助于在向外太阳系飞行的过程中更好地获取能量。

## 有效载荷
天问二号配置了以下10种科学载荷：
- 可见红外成像光谱仪
- 热辐射光谱仪
- 多光谱相机
- 中视场彩色相机
- 探测雷达
- 磁强计
- 带电粒子与中性粒子分析仪
- 喷发物分析仪（意大利参与研制）
- 窄视场导航敏感器
- 激光一体化导航敏感器

1种搭载载荷：
- 旋转衍射高光谱相机

## 任务实施
| 飞行事件          | 时间                   | 器地距离（AU） | 器日距离（AU） |
| ----------------- | ---------------------- | -------------- | -------------- |
| 发射              | 2025年5月29日1时31分   | —              | 1              |
| 器箭分离          | 2025年5月29日1时49分   | —              | 1              |
| 深空机动          | 2025年10月30日         | 0.31           | 0.99           |
| 捕获机动          | 2026年6月7日           | 0.26           | 1.06           |
| 2016HO3交会       | 2026年7月4日           | 0.28           | 1.01           |
| 小行星近距探测    | 2026年7月~2027年4月    | 0.11~0.31      | 0.89~1.11      |
| 离开2016HO3       | 2027年4月24日          | 0.22           | 1.1            |
| 舱器分离          | 2027年11月29日         | 2.3万公里      | 0.99           |
| 返回舱着陆        | 2027年11月29日17时15分 | —              | —              |
| 主器拉起机动      | 2027年11月29日         | 1.7万公里      | 1              |
| P/2013 P5转移     | —                      | 最远3.4        | 1~2.38         |
| P/2013 P5交会     | 2035年1月24日          | 2.71           | 2.41           |
| P/2013 P5近距探测 | 2035年1月~4月          | 2.1~1.64       | 2.41~2.44      |

### 发射
2025年5月29日1时31分，天問二號探测器搭乘长征三号乙运载火箭从中国西昌卫星发射中心发射升空。火箭飞行约18分钟后，天問二號被送入地球至小行星2016HO3转移轨道。此后，探测器与火箭分离，探测器太阳翼正常展开，发射任务取得圆满成功。